# Krožek za družbena vprašanja Virgil Šček
Krožek za družbena vprašanja Virgil Šček so ustanovili v Trstu leta 1975 Slovenci, ki se prepoznavajo v načelih slovenstva, demokracije in krščanskih vrednot. Od leta 1995 ima svoj sedež v središču Trsta in sicer v ulici Gallina.
Krožek Virgil Šček prireja predavanja, simpozije, okrogle mize, tiskovne konference, kongrese in še marsikaj, kar je povezanega s slovensko skupnostjo v Italiji. Zelo odmevna je knjižna zbirka tako imenovanih belih priročnikov, v kateri je že izšlo več kot 50 knjig in zbornikov, ki obravnavajo zgodovino, politično udejstvovanje, zakonodajo in perspektive Slovencev v Italiji (zbirko ureja Ivo Jevnikar).